# Judith Simics
Judith Simics (Mohács, 28 de setembro de 1967) é uma ex-handebolista profissional húngara, medalhista olímpica.
Judith Simics fez parte dos elencos medalha de prata, em Sydney 2000, com 6 partidas e 3 gols.